# Thế Pridoli
| Hệ/ Kỷ                                | Thống/ Thế | Bậc/ Kỳ                          | Tuổi (Ma) | Tuổi (Ma) |
| ------------------------------------- | ---------- | -------------------------------- | --------- | --------- |
| Devon                                 | Sớm        | Lochkov                          | trẻ hơn   | trẻ hơn   |
| Silur                                 | Pridoli    | không xác định tầng động vật nào | 419.2     | 423.0     |
| Silur                                 | Ludlow     | Ludford                          | 423.0     | 425.6     |
| Silur                                 | Ludlow     | Gorsty                           | 425.6     | 427.4     |
| Silur                                 | Wenlock    | Homer                            | 427.4     | 430.5     |
| Silur                                 | Wenlock    | Sheinwood                        | 430.5     | 433.4     |
| Silur                                 | Llandovery | Telych                           | 433.4     | 438.5     |
| Silur                                 | Llandovery | Aeron                            | 438.5     | 440.8     |
| Silur                                 | Llandovery | Rhuddan                          | 440.8     | 443.8     |
| Ordovic                               | Muộn       | Hirnant                          | già hơn   | già hơn   |
| Phân chia kỷ Silur theo ICS năm 2017. |            |                                  |           |           |

Trong niên đại địa chất, thế Pridoli hay thế Přídolí thuộc kỷ Silur của đại Paleozoi của liên đại Phanerozoi. Thế có niên đại trong khoảng từ 423 ± 2,3 đến 419,2 ± 3,2  Ma BP (Mega annum before present: triệu năm trước).
Thế Přídolí kế tục kỳ  Ludford của thế Ludlow, và trước kỳ Lochkov của kỷ Devon. Thế được đặt tên theo tên cũ của cánh đồng Přídolí, một địa điểm trong khu bảo tồn thiên nhiên Homolka a Přídolí gần vùng ngoại ô Praha quận Slivenec ở Cộng hòa Séc.

## Cổ sinh vật học
| Loại          | Hiện diện | Vị trí | Mô tả | Hình |
| ------------- | --------- | ------ | ----- | ---- |
| - Andreolepis |           |        |       |      |
| - Guiyu       |           |        |       |      |
| - Lophosteus  |           |        |       |      |
| - Psarolepis  |           |        |       |      |